# Sébastien Maté
Sébastien Maté (* 19. September 1972 in Mont-de-Marsan) ist ein ehemaliger französischer Fußballspieler.

## Karriere
Matés Karriere begann 1997 in der französischen Division 2 bei Stade Briochin. Dort blieb er eine Saison, ehe er im Sommer 1998 eine Klasse tiefer zur AS Cherbourg wechselte, wo er 33 Spiele bestritt. Doch auch dort hielt es ihn nur eine Spielzeit und er wechselte zur Folgesaison innerhalb der Liga zum Limoges FC und 12 Monate später zu Stade Laval zurück in die D2. Zur Saison 2000/01 versuchte er sich nochmal in der zweithöchsten französischen Spielklasse, bestritt aber nur ein Ligaspiel für Amiens SC.
Erst als er im Juli 2002 zu Entente Sannois Saint-Gratien in die höchste Amateurliga, die CFA, wechselte, stoppten seine Wanderjahre und er absolvierte in den folgenden viereinhalb Jahren 119 Spiele.
Zur Winterpause der Saison 2006/07 entschied er sich in die Ligue 1 zu wechseln, als er für ein halbes Jahr beim französischen Traditionsklub Olympique Marseille unterschrieb. Dort war er allerdings nur Nummer vier hinter Cédric Carrasso, Sébastien Hamel und Mehdi Sennaoui. Sein Vertrag lief allerdings mit Ende der Rückrunde aus. Nachdem dieser nicht mehr verlängert worden war, entschied Maté sich zu einem Wechsel zum unterklassigen Verein AS Aix.

## Erfolge
- Französischer Vize-Meister mit Olympique Marseille: 2007 (kein Spiel absolviert)